# Kanton Cluses
Der Kanton Cluses ist seit 1860 ein französischer Wahlkreis im Département Haute-Savoie in der Region Auvergne-Rhône-Alpes. Er umfasst 16 Gemeinden im Arrondissement Bonneville und hat seinen Hauptort (frz.: bureau centralisateur) in Cluses. Im Rahmen der landesweiten Neuordnung der französischen Kantone wurde er im Frühjahr 2015 erheblich erweitert.

## Gemeinden
Der Kanton besteht aus 16 Gemeinden mit insgesamt 54.151 Einwohnern (Stand: 2022) auf einer Gesamtfläche von 476,72 km²:
| Gemeinde             | Einwohner 1. Januar 2022 | Fläche km² | Dichte Einw./km² | Code INSEE | Postleitzahl |
| -------------------- | ------------------------ | ---------- | ---------------- | ---------- | ------------ |
| Châtillon-sur-Cluses | 1.215                    | 9,18       | 132              | 74064      | 74300        |
| Cluses               | 17.366                   | 10,46      | 1.660            | 74081      | 74300        |
| Le Reposoir          | 559                      | 37,36      | 15               | 74221      | 74950        |
| La Rivière-Enverse   | 490                      | 7,98       | 61               | 74223      | 74440        |
| Marnaz               | 5.920                    | 9,02       | 656              | 74169      | 74460        |
| Mieussy              | 2.521                    | 44,45      | 57               | 74183      | 74440        |
| Mont-Saxonnex        | 1.637                    | 26,28      | 62               | 74189      | 74130        |
| Morillon             | 694                      | 14,51      | 48               | 74190      | 74440        |
| Nancy-sur-Cluses     | 466                      | 14,22      | 33               | 74196      | 74300        |
| Saint-Sigismond      | 649                      | 7,92       | 82               | 74252      | 74300        |
| Samoëns              | 2.193                    | 97,29      | 23               | 74258      | 74340        |
| Scionzier            | 9.074                    | 10,62      | 854              | 74264      | 74950        |
| Sixt-Fer-à-Cheval    | 728                      | 119,07     | 6                | 74273      | 74740        |
| Taninges             | 3.501                    | 42,66      | 82               | 74276      | 74440        |
| Thyez                | 6.344                    | 9,81       | 647              | 74278      | 74300        |
| Verchaix             | 794                      | 15,89      | 50               | 74294      | 74440        |
| Kanton Cluses        | 54.151                   | 476,72     | 114              | 7406       | –            |

Bis zur landesweiten Neuordnung der französischen Kantone im März 2015 gehörten zum Kanton Cluses die fünf Gemeinden Arâches-la-Frasse, Châtillon-sur-Cluses, Cluses, Magland und Saint-Sigismond. Sein Zuschnitt entsprach einer Fläche von 105,57 km2. Er besaß vor 2015 einen anderen INSEE-Code als heute, nämlich 7410.

## Politik
| Vertreter im Departementrat | Vertreter im Departementrat              | Vertreter im Departementrat |
| Amtszeit                    | Namen                                    | Partei                      |
| --------------------------- | ---------------------------------------- | --------------------------- |
| 2011–2015                   | Jean-Louis Mivel                         | DVD                         |
| 2015–                       | Marie-Antoinette Metral Jean-Louis Mivel | DVD                         |